# 科瑟諾湖

53°55′48″N 13°25′45″E / 53.929945°N 13.429205°E

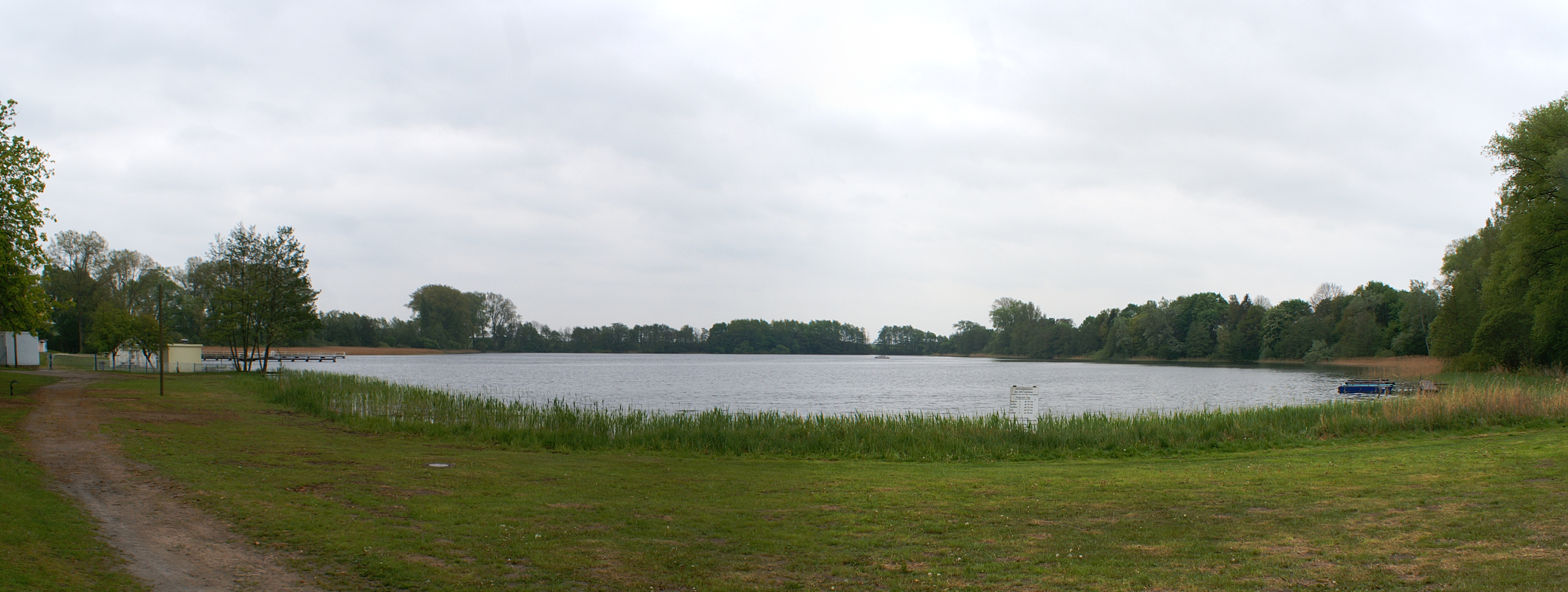

科瑟諾湖（德語：Kosenowsee），是德國的湖泊，位於該國東北部，由梅克倫堡-前波美拉尼亞州負責管轄，處於前波美拉尼亞-格賴夫斯瓦爾德縣，長0.6公里、寬0.3公里，面積0.16平方公里，海拔高度6米，最大水深8米。